# 劉懋 (萬曆進士)
劉懋（1570年—1631年），字黽夫，號養衷。陕西临潼人，籍貫直隸鳳陽（今安徽），明朝政治人物，同進士出身。

## 生平
劉懋祖籍直隸鳳陽（今安徽），父輩時徙临潼亨利里。萬曆三十七年（1609年）己酉科陕西鄉試舉人，四十一年（1613年）登癸丑科三甲一百二十五名進士，大理寺觀政，授任河南项城知縣，四十三年調宁陵县，四十八年復除新安县知县，天啓三年升禮科给事中。天啓五年因得罪魏忠贤而削职为民。
崇禎初年（1628年）起復原职，二年升任兵科右給事中，崇祯二年（1629年）御史毛羽健上疏指出：“驿递一事，最为民害”，接著刘懋又上疏称：“当今天下州县，困于驿站者约十之七八，驿站用于公务者仅十分之二，用于私事者占十分之八”，崇禎帝以此事問韓爌，韓爌稱：“汰兵止當清佔冒及增設冗兵爾。衝地額兵不可汰也。”。
同年五月正式议裁，劉懋改任兵科左給事中，專管驛遞整頓事務。此舉卻招致極大反彈，劉懋不久上疏：“游滑不得料理里甲也，则怨；驿所官吏不得索长例也，则怨；各衙门承舍不得勒占马匹也，则怨；州县吏不得私折夫马也，则怨；道府廳不得擅用滥用也，则怨；即按抚与臣同事者不得私差多差也，则怨。所不怨者独里中农民耳！”，崇祯四年（1631年）二月上報，节銀六十八万五千余两，“即臣所请借抵新饷以宽民力者”， 却“嗣因边事孔亟，始移为修防之需”“臣非不知皇上不得已之苦心，乃国家自有经长之制，原不在加派之间”。
裁驿有害于明朝政权的稳定，《明季北略》就說：“祖宗设立驿站，所以笼络强有力之人，使之肩挑背负，耗其精力，销其岁月，糊其口腹，使不敢为非，原有妙用。”杨士聪说：“天生此食力之民，往来道路，博分文以给朝夕。一旦无所施其力，不去为贼，将安所得乎？后有自秦，晋、中州来者，言所擒之贼，多系驿递夫役，其肩有痕，易辨也”。李自成因驛站被裁，最後鋌而走險，成為農民軍領袖。如史籍所说：“李自成一银川驿之马夫耳，奋臂大呼，九州幅裂。”在百官唾骂声中，刘懋辭官返鄉，不久憂鬱死。棺木運至山东，家人竟然雇不到一人辇负，以致寄存旅舍，经年不得归葬鄉里。

## 家族
曾祖劉鑑。祖父劉祥。父劉廷用，恩榮官。